# 황성웅 (배우)
황성웅(1979년 2월 24일 ~ )은 대한민국의 배우이다.

## 학력
- 한국해양대학교 해양과학기술전문대학원 해양관리기술학과

## 출연작

### 드라마
- 2009년 KBS2 수목드라마 《아이리스》
- 2010년 MBC 아침드라마 《분홍립스틱》 ... 맹서진 역
- 2010년 한국경제TV 일일시트콤 《김과장 & 이대리》 ... 신성웅 역
- 2011년 MBC 아침드라마 《위험한 여자》 ... 이서훈 역
- 2012년 수퍼 액션 토요드라마 《홀리랜드》 ... 상호 역
- 2013년 KBS2 수목드라마 《천명: 조선판 도망자 이야기》 ... 도문 역
- 2014년 네이버 TV 웹드라마 《미스하이에나》 ... 에이블클럽 강우진 사장 역
- 2018년 JTBC 《스케치》

### 영화
- 2012년 《돈 크라이 마미》 ... 지욱 역
- 2015년 《강남 1970》 ... 춘호 족쟁이들 역
- 2016년 《스캔들》
- 2017년 《스캔들III》
- 2018년 《명당》 ... 가야사 무관 역

### 방송
- 《우리동네 예체능》 (2015년, KBS2)